# 金淛
金淛（1512年—1578年），字汝東，别號松澗，浙江金華府東陽縣人，民籍，明朝政治人物。

## 生平
嘉靖二十二年（1543年）癸卯科浙江鄉試第七名舉人。嘉靖二十三年（1544年）聯捷甲辰科會試第一百七十七名，登第三甲第一百四十八名進士。授福建懷安縣知縣。丁外艰归，服阕，二十九年補任江西泰和县知县。三十一年正月选授南京山东道試御史，十二月實授，巡按南直隶，兼署河南道印务，弹劾龙江关征商御史文希儒貪縱敗紀，詔革其職。三十五年出任四川按察司佥事，三十六年五月摄提督学校篆务，其年十月以被论改调还籍。四十年起任福建佥事、漳南兵备，四十二年升本省右参议，四十四年升本省副使。隆慶二年（1568年）正月考察致仕。起复湖广右参政，抚治上荆南道，兼整饬兵备，萬曆二年（1574年）正月以前任福建副使考察不及，回籍聽調。萬曆初，起广东惠潮兵备副使，升潮州道参政，四年九月以疾疏上乞休归。归途中收到任命升山東按察使，明年三月疾愈，赴任至镇江，聞升河南右布政使，遂赴河南，八月旧病复作，九月呈解道务，十一月被弹劾衰老不称职，被令致仕。十二月归，明年十月卒于家。

## 家族
曾祖金宗逄；祖父金邦；父金㻋，號静菴；母許氏。重庆下。弟溥、渊、河。